# Мамая
Мама̀я (на румънски: Mamaia) е най-големият курорт на румънското черноморско крайбрежие. Намира се на север непосредствено след урбанизираната част на Кюстенджа, Румъния. Почти няма целогодишно пребиваващи жители, населен е предимно през лятото.
Дълъг е 8 км и е само 300 м широк, представлявайки ивица земя между Черно море и езерото Сютгьол.
Благодарение на големи промени в курорта през последните години той се превръща във важна лятна дестинация в Европа.
Плажният сезон е най-добър между средата на май и края на септември, когато средно-дневните температури са от 25 до 30 градуса по Целзий. Недостатък е, че морската вода обикновено е под 17 градуса дори през юли и август и е неподходяща за къпане.
Хотелите са с категория от 3 до 5 звезди, но няма ново строителство, за разлика от повечето български курорти. Повечето сгради са строени през социализма, но са напълно обновени и ремонтирани. Има и частни клубове. Цените са достъпни както за масовите туристи от ЕС, така и за румънците.
Тук се провежда 11-а среща на държавните глави на страните от Централна Европа на 27 – 28 май 2004 г.